# Zakobiljek
Zakobiljek je naselje v Občini Gorenja vas - Poljane.